# Corrado Alvaro
Corrado Alvaro (San Luca, Calabria, Italia, 15 de abril de 1895-Roma, 11 de junio de 1956) fue un escritor, dramaturgo, periodista y poeta italiano.

## Biografía
Fue el primero de los seis hijos de Antonio, un maestro elemental, y de Antonia Giampaolo, hija de pequeños propietarios. En enero de 1915 partió para combatir en la I Guerra Mundial y fue asignado a un regimiento de infantería en Florencia. Herido, en septiembre de 1916 está en Roma, donde comienza a colaborar en Resto del Carlino y, cuando le hacen redactor, se traslada a Bolonia; el ocho de abril de 1918 se casa con la boloñesa Laura Babini. En 1919 va a Milán como colaborador del Corriere della Sera. En 1919 se licencia en Letras en la Universidad de Milán y en 1921 es corresponsal en París de Il Mondo de Giovanni Amendola. En 1925 está entre los firmantes del Manifesto degli intellettuali antifascisti, impulsado por Benedetto Croce. En 1928 está en Berlín como periodista y vuelve en 1930; a Turquía va en 1931 y a Rusia en 1935. En esos años escribe en la revista Omnibus de Leo Longanesi, diversos artículos sobre la revolución de octubre de 1917. Preocupado por los problemas sociales, en sus obras L'uomo è forte (1938) e I maestri del diluvio (1935) describirá la sociedad rusa tras la Revolución de Octubre. Colabora en Popolo di Roma.
En enero de 1941 vuelve por última vez a San Luca para los funerales de su padre. Irá más veces a Caraffa del Bianco a visitar a su madre y a su hermano don Massimo, párroco de ese pueblo. Del 25 de junio al 8 de septiembre del 1943 asume la dirección del Popolo di Roma. Con la ocupación alemana se refugia en Chieti, bajo el nombre falso de Guido Giorgi.
En 1945 funda el Sindacato Nazionale Scrittori y amista con Libero Bigiaretti y Francesco Jovine, por el cual recibe el cargo de secretario perpetuo y la Cassa Nazionale Scrittori. En 1947 asume la dirección de Risorgimento de Nápoles pero dimite pronto por divergencias política, pues declarándose de izquierdas no puede dirigir un periódico liberal. En 1951 recibe el Premio_Strega por Quasi una vita. Afectado en 1954 por un tumor abdominal, se sobrepone a una delicada intervención quirúrgica, pero la enfermedad retorna a sus pulmones y muere en su casa de Roma el 11 de junio de 1956, dejando algunas novelas incompletas. Esos manuscritos están en la Fundación Corrado Alvaro que tiene su sede en San Luca. Está sepultado en el pequeño cementerio de Vallerano (Viterbo), donde adquirió una gran casa en medio del campo.

## Obras
| Año  | Obra                                             | Género | Otros detalles                                       |
| ---- | ------------------------------------------------ | ------ | ---------------------------------------------------- |
| 1917 | Poesie grigioverdi                               |        |                                                      |
| 1917 | Polsi, nell'arte, nella leggenda, e nella storia |        |                                                      |
| 1920 | La siepe e l'orto                                |        |                                                      |
| 1926 | L'uomo del labirinto                             |        |                                                      |
| 1929 | L'amata alla finestra                            |        |                                                      |
| 1930 | Vent'anni                                        |        |                                                      |
| 1930 | Gente in Aspromonte                              |        |                                                      |
| 1938 | L'uomo è forte                                   |        | Premio de la Academia de Italia en 1940              |
| 1940 | Incontri d'amore                                 |        |                                                      |
| 1946 | L'età breve                                      | Novela | Primera novela del ciclo Memorie del mondo sommerso. |
| 1949 | Lunga notte di Medea                             |        |                                                      |
| 1950 | Quasi una vita                                   |        | Diario personal del autor; premio Strega en 1951.    |
| 1952 | Il nostro tempo e la speranza                    |        |                                                      |
| 1955 | Un fatto di cronaca                              |        |                                                      |
| 1957 | Roma vestita di nuovo                            | Ensayo | Publicados tras su muerte.                           |
| 1958 | Un trono nel sud                                 | Ensayo | Publicados tras su muerte.                           |